# Käthe Ricken

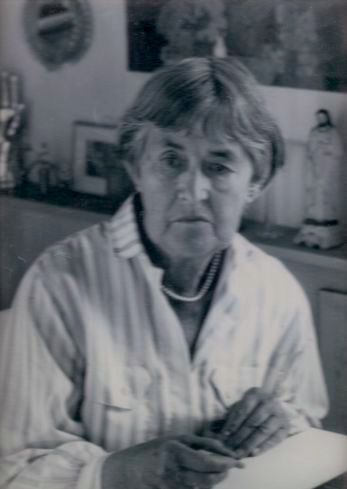
Käthe Ricken 1987

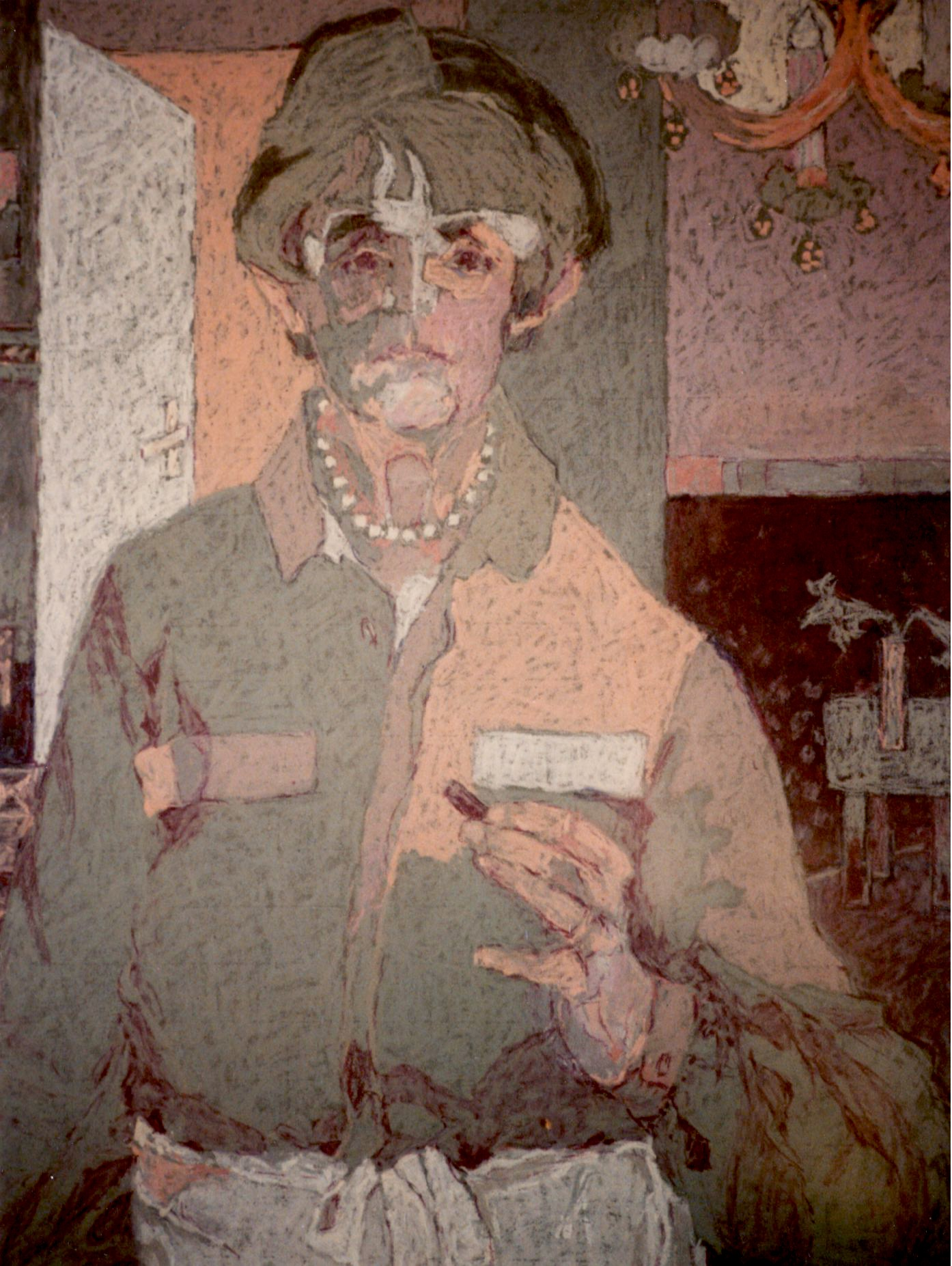
Selbstporträt

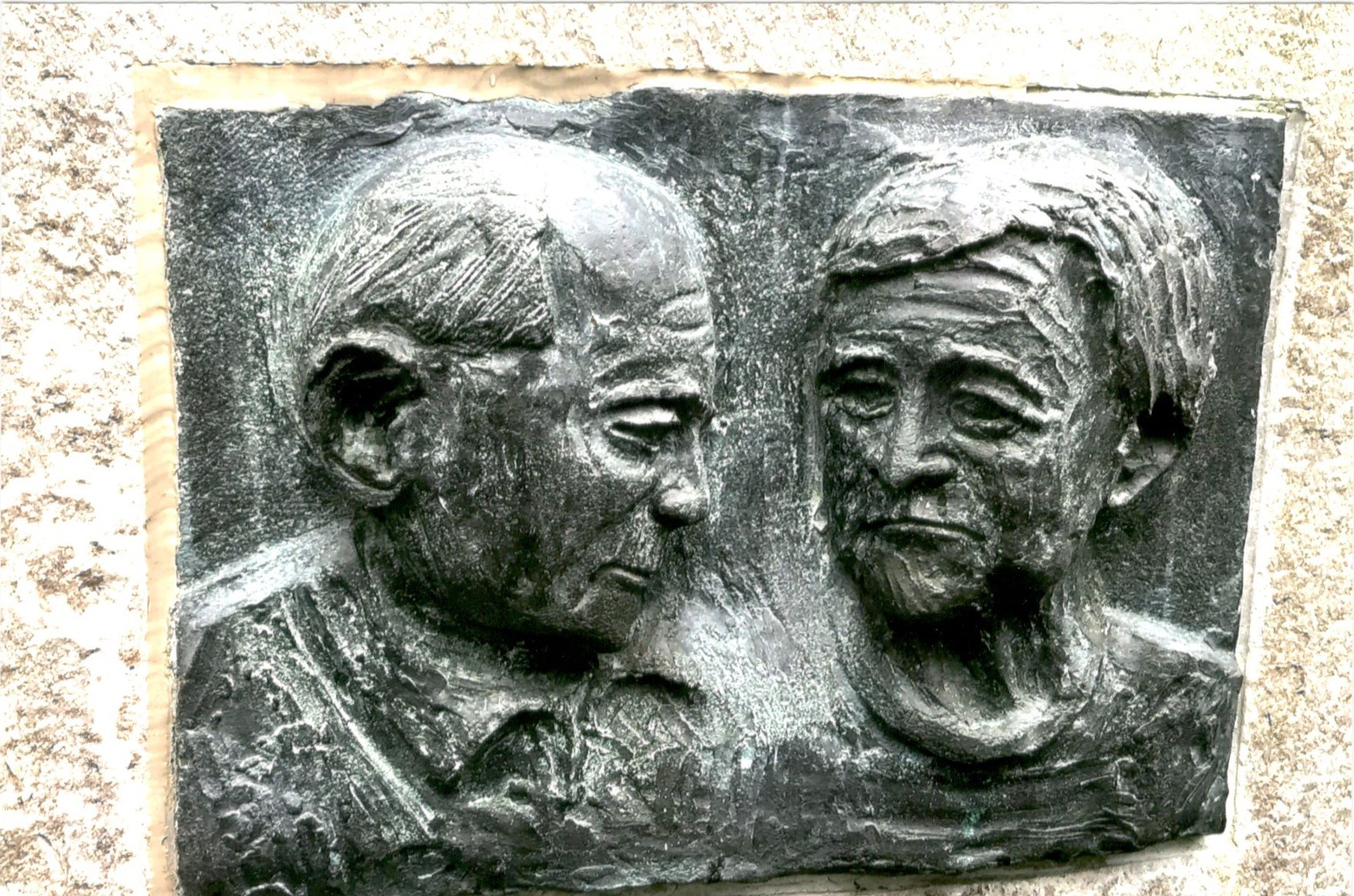
Grabplastik von Rosmarie Kühne

Käthe Ricken (* 8. Dezember 1917 in Köln als Katharina Marie Ortmann; † 7. November 2005 in Krefeld) war eine deutsche Kunstmalerin.

## Leben
Käthe Ricken wurde als viertes von fünf Kindern des Amtmannes Fritz Ortmann und seiner Ehefrau Katharina geb. Brüsselbach in Köln geboren.
Schon im Kindesalter zog sie mit ihrem Bruder Bruno, dem späteren Kunstmaler und Grafiker, in die Natur, um zu malen.
Von 1934 bis 1936 erhielt sie eine Ausbildung an der Kunstgewerbeschule Krefeld (heutige Hochschule Niederrhein) bei Peter Bertlings (1885–1982) und Walter Breker, ferner bei Laurens Goossens (Künstlergruppe 45 Krefeld) und Ludwig Zaiser. Von 1937 bis zum Ausbruch des Zweiten Weltkrieges setzte sie ihre Studien in Hamburg fort. Durch die Kriegsereignisse sind nur wenige ihrer Vorkriegswerke erhalten geblieben.
1942 heiratete sie den Weberei-Fabrikanten Carl-Heinz Ricken. Aus dieser Ehe gingen fünf Kinder hervor, deren Erziehung ein kontinuierliches, schöpferisches Schaffen nicht möglich machte. Aus dieser Zeit stammen nur einige Kinderbildnisse in Pastell.
1963 nahm sie das Malen intensiv wieder auf.
Sie wurde Mitglied der Deutschen Gesellschaft für Malerei sowie des Krefelder Kunstvereins.
Bis weit in die achtziger Jahre dominieren Ölkreidebilder in leuchtenden Farben, wobei die Vielfalt der Blautöne in allen Schattierungen besonders hervorsticht. Thematisch kommen Motive aus der Natur, aus dem Alltag und von Menschen in ihren räumlichen Bezügen zur Darstellung. Dabei geht es um die Wiedergabe des wirklich Wesentlichen und Charakteristischen in klaren, abgegrenzten Konturen: das Allgemeine als das Besondere und umgekehrt.
In den neunziger Jahren wechselt die Farbpräferenz hin zu Rottönen, gemalt jetzt in Acryl, das verdünnt den Bildern etwas Pastellfarbenes verleiht. Nicht mehr das konkret Sichtbare steht im Mittelpunkt des künstlerischen Anliegens, sondern die Umsetzung von philosophischen, religiösen und ethischen Ideen und Begriffen in anschaulich nachvollziehbare Bilder.
Öffentlichkeitsscheu fiel es ihr schwer, um Bekanntheit und Ansehen zu werben. Die Menschen fanden zu ihr ins Atelier und waren fasziniert von ihrem nie endenden Ideenreichtum, von der Leuchtkraft der Farben und von ihrer völlig uneitlen Aufrichtigkeit. Sie verkaufte zu Lebzeiten sehr viele Bilder ins In- und Ausland.
Im Alter von 80 Jahren entstanden ihre letzten Werke. Bis zu ihren Tod 2005 lag sie pflegebedürftig in ihrem Atelier, von ihren Bildern umgeben, die sie bis zuletzt kritisch betrachtete. Einmal stellte sie fest, ihre Bilder mit einer Armbewegung umfassend: „Das muss alles überholt werden.“
Eine eindrucksvolle Grabplastik in Bronze der verstorbenen Eltern in Krefeld hat deren Tochter Rosmarie Kühne 2006 geschaffen.

## Einzelausstellungen
- 1974: Städtisches Gymnasium Viersen-Dülken, Ölkreiden
- 1975: Haus der Volkshochschule, Kulturamt der Stadt Kempten, Ölkreiden
- 1980: Galerie Beckershof, Krefeld, Ölkreiden
- 1981: Galerie Goltenhof, Witten-Bommern, Collagen, Ölkreiden
- 1993: Le Milan, La Roche Schweiz, Acrylarbeiten
- 2006/2007: Galerie am Rhein, Köln, Das Allgemeine und das Besondere
- 2007: Galerie am Rhein, Köln, Gott und die Welt
- 2008: Galerie am Rhein, Köln, Variationen
- 2008: Galerie am Rhein, Köln, Frauen
- 2009: Galerie am Rhein, Köln, Aus- und Einblicke
- 2010: Galerie am Rhein, Köln, Italienische Reise

## Gruppenausstellungen
- 1967: Niederrheinische Künstlergilde, Wanssum, Niederlande
- 1969: Niederrheinische Künstlergilde, Kaiser-Wilhelm-Museum, Krefeld
- 1975/76: Kunst 75 Niederrheinische Künstler der Gegenwart, Regionalmuseum Xanten
- 1976: Galerie-Taube, Berlin, In eigener Sache
- 1978: Jahresausstellung der Gemeinschaft Krefelder Künstler, Seidenweberhaus Krefeld
- 1981: Krefelder Kunstverein, Buschhüterhaus Versteigerung von Arbeiten Krefelder Künstler zugunsten von Amnesty international und Terre des hommes.
- 1982: Niederrheinische Künstler helfen Polen, Seidenweberhaus Krefeld
- 1983: Farbe bekennen, Kaiser-Wilhelm-Museum Krefeld
- 1985: Krefelder Künstler im Selbstportrait, Galerie-Christian-Fochem Krefeld

## Kritiken
- Westdeutsche Zeitung vom 15. September 1975 „Mutter von fünf Kindern stellt Ölkreiden aus - Eine Poetin mit Ehrlichkeit und Treue“
- Rheinische Post vom 16. September 1975 „Duftig und dynamisch“
- Köln Süd Stadt Magazin 8/2009 „Bilder voller Poesie“  S. 12/13